# The Lace
The Lace är Benjamin Orrs debutalbum som soloartist och gavs ut 1986. Orr var medlem av new wave-bandet The Cars och detta var hans enda soloalbum. Det var relativt framgångsrikt med singeln "Stay The Night" som var en Top 40-hit i USA januari 1987. 
Originalutgåvan av The Lace är sällsynt idag, särskilt de få Elektra CD-utgåvorna. Wounded Bird Records släppte en nyutgåva av plattan den 15 augusti 2006.

## Låtlista
1. "Too Hot To Stop" (4:18)
2. "In Circles" (4:32)
3. "Stay The Night" (4:26)
4. "Skyline" (4:10)
5. "When You're Gone" (4:51)
6. "Spinning" (4:27)
7. "Hold On" (4:30)
8. "The Lace" (4:20)
9. "That's The Way" (4:07)
10. "This Time Around" (5:10)

- Musik av Benjamin Orr
- Text av Benjamin Orr & Diane Grey Page